# National Taiwan Ocean University

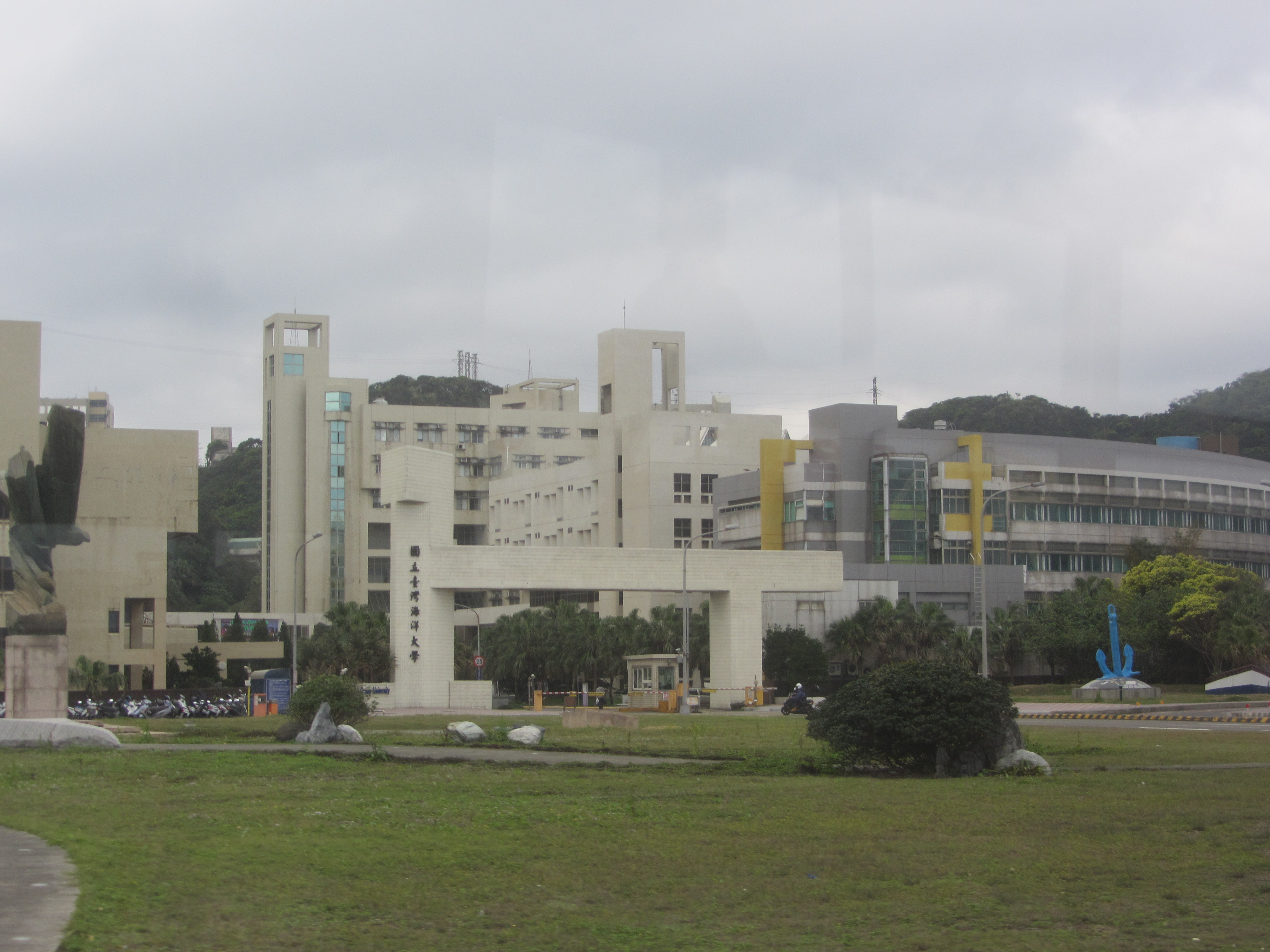
National Taiwan Ocean University

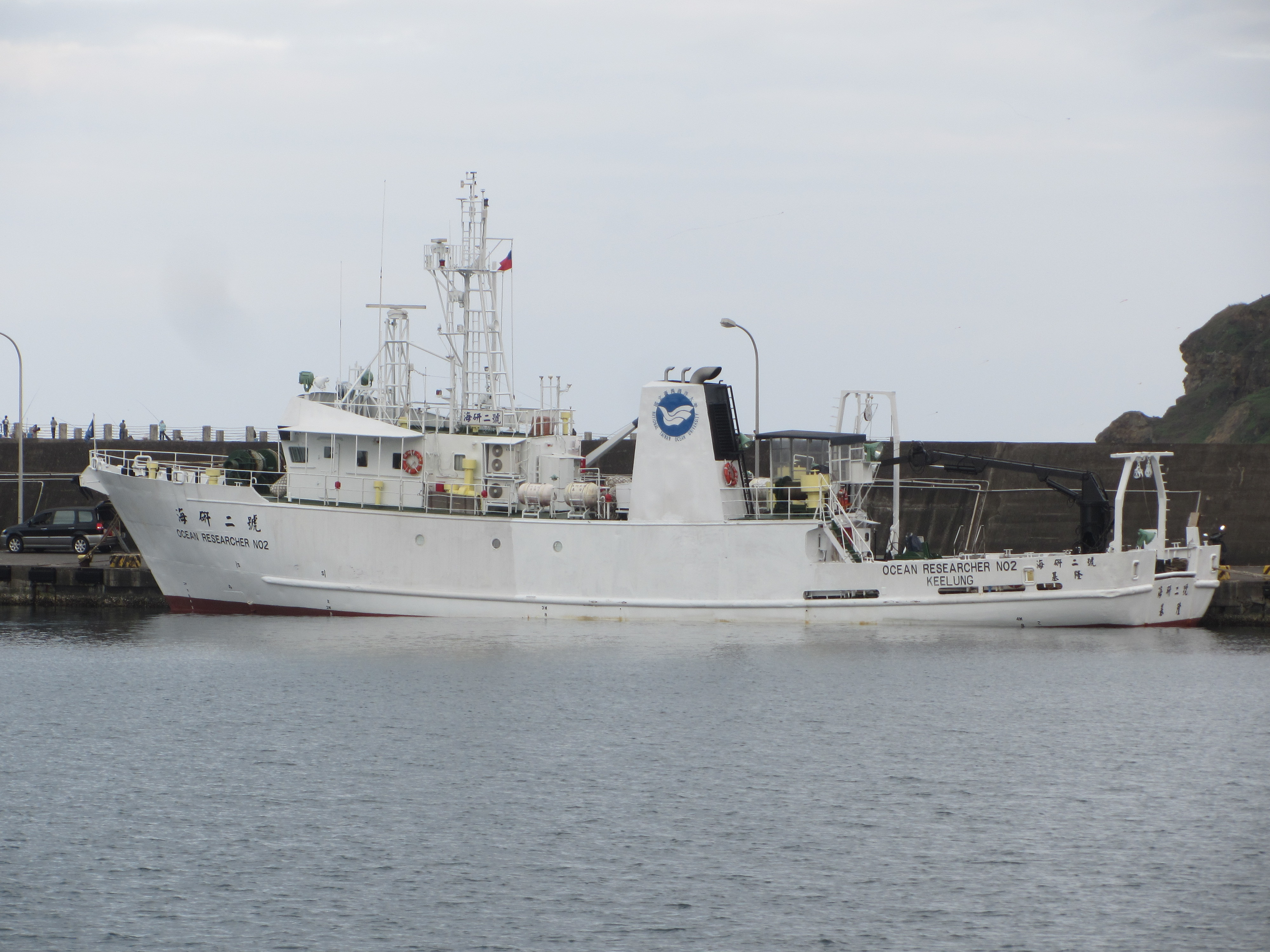
NTOU ocean research ship.

National Taiwan Ocean University (NTOU; kinesiska: 國立臺灣海洋大學), är ett statligt universitet i Chilung, Taiwan. 